# Ercília Nogueira Cobra
Ercília Nogueira Cobra (Mococa, 1 de outubro de 1891 - ?) foi uma escritora brasileira. Filha de Jesuína Ribeiro da Silva, é bisneta materna do fundador de Mococa, Venerando Ribeiro da Silva, e neta de Raimundo Estelino Ribeiro da Silva. Era a terceira de 6 filhos, em ordem cronológica: Estella, Ercília, Noemia, Paulo, Marina e Maria Amélia. 

## Vida
Filha do Deputado Estadual Amador Brandão Nogueira Cobra e de Jesuína Ribeiro da Silva, herdeira dos pés de café de Raimundo Esterlino Ribeiro da Silva (filho do fundador de Mococa, Venerando Ribeiro da Silva), cresceu em São Paulo, alimentando o sonho de se tornar pianista. Com a morte do pai, a família foi à falência, perdendo suas terras, a Fazenda Paraíba. Com isso, teve de voltar para sua cidade natal.  

### Fuga de casa e anos escolares
Sem se adaptar à vida no interior paulista, fugiu de casa com a irmã mais velha, Estella. As duas, porém, foram localizadas em um circo na cidade de Santos.  A pedido de dona Jesuína e por ordem do então Secretário de Segurança e amigo pessoal da família Washington Luís, foram enviadas para um colégio interno dirigido por freiras, o Asilo Bom Pastor, em São Paulo. Ali, com 17 anos, teve seu nome mudado para Maria Madalena, e Estella, com 19, para Maria Lucrécia.
Ercília deixa o asilo 4 meses depois, em 20 de julho de 1909, e é levada para a chefatura de polícia. Já Estella ficaria por mais uma semana até ser retirada pela mãe. Em 13 de agosto de 1909, Estella retorna ao bom pastor por vontade própria.  
As irmãs, então, passam para a escola primária de Pirassununga. Inteligentes, conta uma neta do Coronel José Júlio que, chamadas a depor na delegacia, começaram a falar entre si em francês. O delegado, então, passa a conversar na mesma língua, e eis que as duas mudam para o alemão.

### Vida adulta
Ercília entra para uma Escola Normal de São Paulo em  1915 e se forma dois anos depois. Na cerimônia de formatura, revoltada por não ter reconhecida a sua posição de primeira aluna da turma, sendo preterida pela filha de um coronel, rasgou o diploma. É desse ano que temos uma carta sua escrita no álbum de recordação de uma colega de classe, Cybel:
" Gentilíssima e inteligente Cybel
Após a leitura das páginas que me precedem sinto-me completamente falta das expressões eloquentes que possam exprimir meus sentires a teu respeito.
Apesar disso quero deixar em simples frases o meu reconhecimento pela tua gentileza.
Desde o primeiro ano em que tive a ventura de te conhecer foi grande a minha simpatia pela tua pessoa e admiração pela tua inteligência lúcida que jamais se atrapalhou diante das provas orais com qualquer professor que te interpelassem.
E com simpatia, inteligência e beleza que são os dotes que te adornam a mocidade risonha é fácil vencer...
Ercília Cobra
São Paulo, 13 de Novembro de 1917".
Já formada, chegou a passar em um concurso público para dar aulas em Mogi Guaçu, mas não chegou a assumir.  Voltou por vezes a Mococa, além de frequentar bailes na vizinha São José do Rio Pardo e encontrar-se com a mãe em Tambaú. 

Começou a escrever textos para o jornal anarquista Giesta. Conheceu o Rio de Janeiro, Buenos Aires e Paris na década de 1920, quando também comprou, em 1921 um terreno no centro da capital paulista, no bairro Santa Cecília, por 12:120$ (12 contos e 120 réis). De volta ao Brasil, em 1924,  escreveu, em o ensaio Virgindade Anti-Higiênica, publicado por Monteiro Lobato. Suas críticas à religião, ao casamento e à educação da mulher causaram polêmica e o livro foi retirado de circulação. Publicou também o romance Virgindade Inútil, em 1927. Nesse meio tempo, em 1926, é publicado um excerto de sua carta à redação da revista O Malho. Na carta, críticas à sociedade brasileira e exaltação à francesa, pelos avanços no contra a desigualdade de gênero que lá observara.
(...) 
Filhos são  criaturas humanas, que se não nascem sob boa orientação, vão encher cadeias e prostíbulos. 
Bendita a mulher francesa, já que os milhões de operários sem emprego que enchem a Europa não são oriundos dela. 
Os cem mil morféticos que perambulam pelo Brasil têm origem na criminosa fecundidade irrefletida.

(...)

### Prisão durante oEstado Novo
Durante o Estado Novo, Ercília foi presa em São Paulo, no Rio de Janeiro, no Paraná e no Rio Grande do Sul, tendo sido alvo de tortura. Era interrogada durante a noite, nua. O teor dos interrogatórios era predominantemente sexual. Uma parente conta que, durante uma das prisões, a escritora teria tentado suicídio.

### Vida em Caxias do Sul e desaparecimento
Marginalizada pelo conteúdo dos seus livros, mudou-se, com 43 anos, para Caxias do Sul, onde adotou o nome de Suzana Germano e abriu a Pensão Royal, um cabaré na zona do meretrício. Antigos moradores das imediações a descrevem como uma mulher elegante, reservada e temperamental, que não se prostituía como as outras e quase não saía do quarto. Mesmo longe, continuou a escrever cartas para a mãe até sua morte, em 1935.

"Relativamente fui uma pessoa feliz. Fiz o que quis na vida, e continuo fazendo o que eu quero! Os preconceitos estúpidos desta sociedade em decadência a qual a Senhora pertence nunca me incomodaram"(Caxias do Sul, 27 de setembro de 1934)

Documentos policiais da década de 30 demonstram insatisfação da sociedade da época contra a pensão. Em denúncia de 5 de março de 1938, a promotoria de justiça de Caxias apontam para "fatos que depõem contra a moral e os bons costumes". No relatório, o promotor classifica a pensão royal como "antro de perdição", e Ercília, como "desavergonhada". 

"Pois bem, Caxias, a nossa cidadesinha colonial, está infestada, está cheia de tão indesejáveis e perigosos elementos. A prostituição que por aí campeia, faz questão de, audaciosamente, infiltrar-se no meio das famílias e ambientes familiares, fácto que por certo constitue grave perigo ao meio social, si medidas acuteladoras, urgentes e energéticas, não se fizerem sentir.
[...] na louvável intenção de sanear o centro da cidade dos elementos maus e perigosos, moveram e estão movendo forte e intransigente campanha contra prostituição, o proxenetismo e a cafetinagem que imperam e devastam zonas centrais em promiscuidade com as famílias. Como medida altamente moralizadora, tais elementos foram expulsos e localizados em postos adequados, longe do contato do meio social 
(...)

Trata-se de uma cafetina que tendo aportado nesta cidade, já pôde, com o comércio ilícito, adquirir propriedade, sendo elemento prejudicial á sociedade. Ultimamente, por ter esta coletoria exigido o pagamento de impostos atrasados, vem procurando desmoralizar a ação fiscal com cartas anônimas enviadas aos poderes públicos, provocando até a vinda a esta cidade de um emissário secreto para sindicar em torno das acusações por ela levantadas, tendo o referido enviado verificado a improcedência de tais acusações"

As cenas imorais vistas das janelas e os palavrões ouvidos poderiam eram responsáveis, segundo o documento, por constranger as moças da cidade. Em 10 de março do mesmo ano, Ercília responde às acusações:
"Quanto ao fato de que a declarante mercadeja infelizes decaídas, não é exato em vista de que as mulheres que ali residem não pagam pensão, somente dançam a noite. Durante as horas de dança as mulheres não podem sair do salão, sendo consideradas como bailarinas e não como prostitutas; quanto a embriaguez a alegação não é verdadeira disse a declarante porque a cerveja que é vendida não dá para embriagar-se; quanto as palavras pornográficas não é de admirar que elas sejam pronunciadas por operários frequentadores do cabaré, quando os próprios expoentes da sociedade caxiense as pronunciam na praça dante. Essas senhoras e essas moças deveriam se escandalizar mais das fitas que são passadas mensalmente nos cinemas."
Na década de 40, após um abaixo-assinado da vizinhança, a pensão muda-se do centro para as proximidades do cemitério, onde hoje é uma região periférica.Em 1942, a casa foi penhorada por causa de dívidas com a prefeitura por Hugo Argenta, um testa de ferro do escrivão Heitor Curra. Os atrasos no pagamento de impostos começaram em 1936, e em 1938 a dívida já somava 2:352$000 (dois contos, trezentos e cinquenta e dois mil réis). Fugiu para o Paraguai. Não se tem notícia do local e data da sua morte. No testamento, feito em 1929, deixa todos os seus bens para Estella, que faleceu em 1934. Em 10 de setembro de 1940, ao tentar cumprir um mandado na pensão Royal, um oficial de justiça certifica que Ercília não mora mais em Caxias do Sul.

## Obras

### Virgindade Anti-Higiênica: Preconceitos e convenções hipócritas

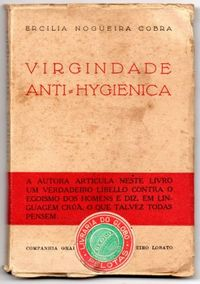
Virgindade Anti-Higiênica: preconceitos e convenções hipócritas; Ercília Nogueira Cobra, 1924

Publicado pela primeira vez em 1924 por Monteiro Lobato e censurado logo em seguida pelo então presidente Artur Bernardes, o ensaio é um apanhado do pensamento da autora, em tom de manifesto. O uso de manifestos era comum entre as feministas da época, para a divulgação de suas reivindicações. A obra causou polêmica provocou debate sobre a exploração sexual e trabalhista da mulher.
A principal tese aparece logo no início: "90% das mulheres que estão nos prostíbulos não caíram por vício, mas por necessidade". O texto trata do tabu da virgindade feminina, com argumentos baseados na psicanálise e na comparação do ser humano com outros animais, para classificar o hábito de pressionar a mulher a manter-se virgem até o casamento como antinatural e responsável por distúrbios psíquicos. Outra tese difundida na obra é a de que apenas a educação para o trabalho poderia libertar a mulher. Na época, a formação das meninas era voltada ao lar, de modo que não saiam das escolas sabendo um ofício. 
É na contracapa da segunda edição de Virgindade Anti-Higiênica que Ercília anuncia seu terceiro livro, jamais publicado: O filho da mãe. Em uma carta enviada para sua irmã Marina, ela revela que já possuía o manuscrito, faltando apenas a publicação.

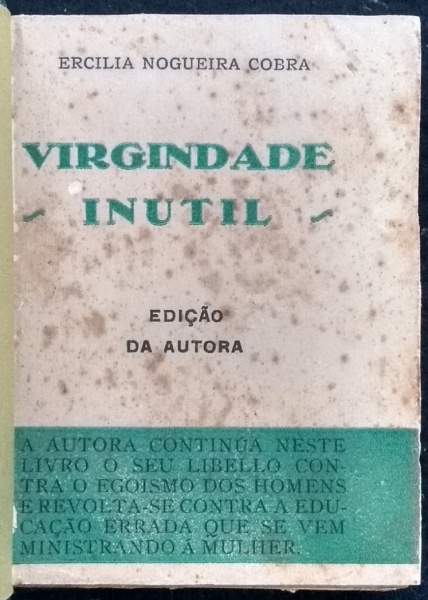
Virgindade Inútil: novela de uma revoltada; Ercília Nogueira Cobra, 1927

### Virgindade inútil: novela de uma revoltada
Escrito em 1927, difere da primeira obra por ser uma novela. A protagonista, Cláudia após perder a virgindade em um trem, acaba tornando-se legalmente maior. Por conta disso, entra para a prostituição. A história se passa em Bocolândia (referência de Ercília ao Brasil), cuja capital é Flumen (Rio de Janeiro). Ao longo do enredo, Ercília acrescenta biografemas, estruturas que Roland Barthes classifica como pequenas inserções no texto ficcional que fazem referência à vida do autor. Isso fica mais evidente no início, quando a narrativa trata das reflexões de Cláudia no interior, muito parecidas com as da autora. 
A narrativa é permeada por ironia e por uma postura heterodiegética, ainda que presentes os biografemas. Ercília demonstra a liberdade sexual de Cláudia através de relações homo e héterossexuais ocorridas a bel-prazer da protagonista.  

## Reconhecimento
Ercília passou a ser estudada após 1988, por conta da obra "Biografia de uma revoltada: Ercília Nogueira Cobra", da pesquisadora Maria Lúcia de Barros Mott. Apesar de não possuir nenhuma homenagem em sua cidade natal, a escritora deu nome a uma escola na cidade de São Vicente (São Paulo).